# 达娜·雷特克
达娜·琳·雷特克（英語：Dana Lynn Rettke，1999年1月21日—），生于伊利諾伊州里弗賽德，美国女子排球运动员，2019年世界女排联赛金牌得主、2024年夏季奥林匹克运动会女子银牌得主。